# 08式歩兵戦闘車
08式歩兵戦闘車（中国語: 08式轮式步兵战车）（英語: ZBL-08）は、中国人民解放軍陸軍が使用する水陸両用の8輪式歩兵戦闘車（IFV）である。08式装輪装甲車ファミリーの基本型でもある。愛称は雪豹。

## 概要
中華人民共和国建国60周年記念パレードで初めて公開された当時海外メディアでは「09式歩兵戦闘車」と呼称されていた。「08式歩兵戦闘車」という正式名称が判明したのは後にネット上で公開された画像で本車に「ZBL-08」という制式名称をつけられたことが確認されたためである。

## 構造

### 武装
砲塔は04式歩兵戦闘車を小型化したものを搭載している。
主砲はロシア製の2A72を基に開発されたものであり、砲身にはオリジナルの2A72では装備されていなかったバーが装着されている。これは射撃時の反動を抑えるものだとされている。
副武装はHJ-73の改良型であるHJ-73Cを砲塔側面にそれぞれ1基ずつむき出しのまま装着されている。

### 車体
08式歩兵戦闘車は西側諸国の装輪式装甲戦闘車両に非常に似た車体構造になっている。
エンジンはドイツDeutz社製BF6M1015FCを車体前方部に配置しており、後部の兵員室に7名の兵士を搭乗させることができる。

## 比較
|          | 96式          | M1126       | CM-32       | ZBL-08      | ボクサー    | AMV          | ブーメランク   | エイタン     |
| -------- | ------------- | ----------- | ----------- | ----------- | ----------- | ------------ | -------------- | ------------ |
| 画像     |               |             |             |             |             |              |                |              |
| 全長     | 6.84 m        | 6.95 m      | 7.0 m       | 8.0 m       | 7.88 m      | 7.70 m       | 8.0 m          | 不明         |
| 全幅     | 2.48 m        | 2.72 m      | 2.70 m      | 2.1 m       | 2.99 m      | 2.80 m       | 3.30 m         | 2.80 - 3.0 m |
| 全高     | 1.85 m        | 2.64 m      | 2.30 m      | 3.00 m      | 2.37 m      | 2.30 m       | 3.00 m         | 2.5 - 3.00 m |
| 重量     | 約 14.5 t     | 約 16.47 t  | 約 22.0 t   | 約 21.0 t   | 25.2 - 33 t | 16 - 26 t    | 約 25 t        | 30 - 35 t    |
| 最大出力 | 360 hp        | 350 hp      | 450 hp      | 440 hp      | 805 hp      | 480 - 600 hp | 750 hp         | 750 hp       |
| 最高速度 | 100 km/h      | 100 km/h    | 105 km/h    | 105 km/h    | 103 km/h    | 100 km/h     | 100 km/h       | 90 km/h      |
| 乗員数   | 2名+戦闘員8名 | 2名+兵員9名 | 3名+兵員7名 | 3名+兵員7名 | 3名+兵員8名 | 3名+兵員12名 | 3名+兵員7～9名 | 3名+兵員9名  |

## 派生型
VN-1歩兵戦闘車
本車をベースに開発された輸出用歩兵戦闘車。改良型として砲塔をRWSに換装したVN-1Cがある。
09式122mm装輪自走榴弾砲
自走榴弾砲型。密閉砲塔に96式122mm榴弾砲を搭載している。
10式装甲兵員輸送車
装甲兵員輸送車型。兵員室の天井高を嵩上げし、兵員輸送能力を13名に拡大している。
11式105mm装輪突撃車
本車をベースに開発された装輪戦車。105mmライフル砲を備えた砲塔を装備している。

## 採用国
- 中華人民共和国

採用国

  - 人民解放軍陸軍: 2021年時点で4,950両以上が運用中。08式歩兵戦闘車2500両、11式装輪突撃車1000両、10式装甲兵員輸送車900両、09式装輪自走榴弾砲550両、その他派生型は不明[5]。
  - 人民解放軍海軍陸戦隊: 2021年時点で200両以上が運用中。08式歩兵戦闘車150両、11式装輪突撃車50両、その他派生型は不明[5]。
- アルゼンチン[6][7][8][9]
  - アルゼンチン陸軍
- ベネズエラ[10][11]
  - ベネズエラ海軍陸戦隊
- タイ
  - タイ王国陸軍が34両購入する契約を中国と結んだ。契約金は1両につき170万ドル。2020年までにデリバリーを完了させる予定[12]。
- ガボン
  - ガボン陸軍[13][14]

## 登場作品

### ゲーム
『BF4』
中国軍の歩兵戦闘車として「ZBD-09」の名称で登場。

### 小説
『日中開戦』
九州に上陸した人民解放軍陸軍の歩兵戦闘車として登場。